# Ионицэ, Кости
Кости Ионицэ (рум. Costi Ioniță) (род. 14 января 1978, Констанца, Румыния) — румынский певец, продюсер и композитор.

## Биография
Кости Ионицэ родился 14 января 1978 года в городе Констанца. Он начал петь в возрасте 6 лет, родители записали его в клуб пионеров в его родном городе. В 12 лет он присоединился в музыкальный клуб народной музыки в его родном городе, где он был учеником Ион Радулеску. Он учился в музыкальной школе в Констанце: ударные и фортепиано и Школу искусств в его родном городе: аккордеон, пение.
Когда он учился в средней школе Ovidius, где он создал рок-группу Агарта.
В 1999 году он начал экспериментировать с жанром манеле, а в 2000 году он сотрудничал с известным певцом Адриан Минуне, Of, viața mea (рус. О, моя жизнь) стал одним из самых популярных хитов в Румынии.
В конце 2000-х годов Кости продлил его действие на Балканах и Ближнем Востоке, добился успеха в Турции и Саудовской Аравии с песней Ca la Amsterdam (рус. Как и в Амстердаме), мелодия включена в сборник хитов бара Café del Mar.  Он также запустил несколько хитов в Болгарии, в сотрудничестве с местными певцами как Андреа, Галена, Преслава и другие.
В июле 2007 года он запустил свой музыкальный телеканал Party TV и в октябре того же года он выпустил ещё один телеканал на тематику жанра манеле Mynele TV.
В 2008 году Кости образовал девичью рок-группу Блакси Гёрлз, которые пытались попасть на Евровидение, но безуспешно. В том же году он вместе с певицей Андреа основали дуэт под названием Sahara.
В 2011 году Кости написал песню Zaleilah для группы Mandinga, которые на Евровидение 2012 в Баку заняли 12-е место.
С 2011-2015 годы он продюсировал песни некоторых сербских исполнителей как Сандра Африка, Ана Кокич, Вики Милькович и Никол Булат.
Его популярность пришла благодаря песне Habibi (I Need Your Love).

## Автор песен и продюсирование
Андреа
- Фалшиво щастие (Огън в кръвта)

- Мен си търсил (Мен си търсил)

- Моята порода (Мен си търсил)

- Само мой (Мен си търсил)

- Дай ми всичко (Мен си търсил)

- Избирам теб (Мен си търсил)

- Предложи ми (Мен си търсил)

- Употребена (Мен си търсил)

- В мен (Мен си търсил)

- Хайде, опа (Андреа)

- С теб да бъдем пак (Андреа)

- Излъжи ме (Андреа)

- Неблагодарен (Андреа)

- Върху мен (Андреа)

- Блясък на кристали (Андреа) (с Галеной)

- Лъжа го с тебе (Андреа)

- Да се върнеш (Андреа)

- Докосвай ме (Андреа)

- Любовник (Андреа)

- Искам теб (Лоша)

- На екс (Лоша)

- Скитниците (Лоша)

- Лош герой

- За да ме имаш (с Анелией)

- I wanna

- Никой друг

- Champagne

- Passion (с Otilia и Шэгги)

- Love is Mine

- Besame

- Chupa song

Галена
- Мой (Официално забранен) (с Малиной)

- DJ-ят ме издаде (Аз)

- Блясък на кристали (с Андреа)

- Хавана Тропикана (Кой) (с DJ Живко Микс)

- Habibi (Кой) (с Faydee)

- Страра каравана

- Много ми отиваш

Преслава
- Как ти стои (Как ти стои)

- Разкрий ме

- Скоро

- I can't deny

Малина
- Мой (с Галеной)

- При теб ми е сърцето

Цветелина Янева
- Влез (На първо място)

- За контакти (На първо място)

- Алергична

Шахзода
- Мой золотой

- Хабиби (Улыбнись и всё Окей)

Мария
- Мен избра

- Тихо (Твоите 100 лица)

- Ти пак си тук (Твоите 100 лица)

- Любими ръце

- Лошо правиш (XIII)

- Мръсни думи говори

- Мръсни помисли (XIII)

- Чисто или с лед (XIII)

Фики
- Джале, джале

- Мръсни думи говори